# К-462
К-462 — советская многоцелевая атомная подводная лодка проекта 671 «Ёрш», входившая в состав Северного флота СССР и России в 1974—1992 годах.

## История строительства
К-462 заложена 3 июля 1972 года в цеху № 12 на Ленинградском Адмиралтейском Объединении под заводским номером 01613. 1 сентября 1973 года спущена на воду, после чего беломоро-балтийским каналом переведена в Северодвинск для достройки и прохождения испытаний на сдаточной базе ЛАО, располагавшейся на СРЗ «Звёздочка». 30 декабря 1973 года подписан приемный акт и вступила в строй. Ответственным сдатчиком корабля был Б. А. Башарин.

## История службы
7 февраля 1974 года включена в состав Северного флота и зачислена в состав 3-й дивизии подводных лодок с базированием в губе Лопаткина в Западной Лице. В 1974 году выполнила задачи БС в Центральной Атлантике. В июне 1974 года при замере шумности маневрируя на перископной глубине столкнулась с гидроакустическим судном. В результате повреждения получили перископ, радиолокационная и связная антенны, надводное судно получило пробоину ниже ватерлинии. Старшим на борту лодки находился заместитель командира 33-й дивизии капитан 1 ранга Евдокименко А. М. По итогам разбирательства он лишился своей должности, а позже подробно описал этот эпизод в своих мемуарах.
В 1975 году К-462 получила звание «отличной». В апреле-июне 1976 года экипаж АПЛ выполнил задачи БС в Центральной Атлантике. Действуя по наведению авиации сначала обнаружила крейсер УРО USS South Carolina (CGN-37), а затем — авианосец USS Nimitz (CVN-68). Непосредственное слежение за авианосцем осуществлялось более 60 часов, а весь поход продлиллся более 30 суток. Осуществляла дежурство у военно-морских баз ПЛАРБ США Холи-Лох в Шотландии и Рота в Испании. После этого АПЛ по приказу из Центра (сигнал «Накал») 3-4 июня 1976 года скрытно прошла Гибралтарский пролив и вошла в Средиземное море в связи с конфликтом в Ливане и попыткой высадки там американского десанта, где находилась 10 дней, удерживая под прицелом военно-морскую базу ВМС США в Средиземном море Ла-Маддалена и Гибралтарский пролив, до урегулирования конфликта, как участник советских военно-морских учений «Крым-76». В 1976 году лодка подтвердила звание «отличной».
17 февраля 1977 года при отработке задач БП к северу от полуострова Рыбачий в Баренцевом море в подводном положении столкнулась с неустановленным объектом (предположительно, рыболовным судном), получила повреждения перископов и антенных устройств, после чего проходила ремонт на 82-м СРЗ «Росляково» в Мурманске. В 1977 году приняла участие в военно-морских учениях «Север-77». 25 июля 1977 года переклассифицирована из крейсерских в большие подводные лодки. 15 октября 1977 года выполнила задачи БС в Средиземном море с 426-м экипажем, старший на борту — командир К-462 капитан 1 ранга Никитин В. В. В том же году приняла участие в учениях «Щука-77».
В марте-апреле 1978 года прошла доковый ремонт на СРЗ-10 в Полярном. В 1978 году завоевала Призы Командующего Северным флотом по торпедной атаке отряда боевых кораблей и минным постановкам. В конце года совершила боевую службу в Северо-Восточной Атлантике. В Норвежском море на глубине 300 метров в пятом отсеке из-за поступления забортной воды возникло короткое замыкание, приведшее к пожару. Лодка всплыла под перископ, течь и пожар были устранены благодаря умелым действиям командира БЧ-5 (электромеханической) капитана 2 ранга Вознюка А. Г. и командира 5-го отсека капитана 3 ранга Демкина С. Н.
В 1978 году К-462 снова получила звание «отличной». В 1979 году выполнила боевую службу в Средиземном море с 289-м экипажем на борту (командир — капитан 2 ранга Ураев А. К., старший на борту — командир К-462 капитан 2 ранга Никитин В. В.). Прошла межпоходовый ремонт в Западной Лице. В 1980 году выполнила боевую службу в Средиземном море, по итогам которой стала лучшим противолодочным кораблем Средиземноморской эскадры и была награждена переходящим знаменем Минского обкома ВЛКСМ. По итогам боевой подготовки в году на Северном флоте признана лучшей многоцелевой АПЛ и лучшей ПЛ соединения.
В 1981 году в составе 3-й дивизии переведена для постоянного базирования в губу Гремиха (г. Островной). Выполнила боевую службу в Средиземном море. В 1981—1982 годах прошла навигационный ремонт и осуществила перегрузку активной зоны реакторов на СРЗ-10 (г. Полярный). В 1983 году совершила две боевых службы. Во втором походе (октябрь — декабрь) ПЛ после длительного пребывания в Средиземном море была переразвёрнута подо льды Северного Ледовитого океана. Несмотря на то, что экипаж не проходил специальную отработку для плавания в этом районе, поставленная задача была выполнена успешно.
В 1985 году совершила боевую службу Средиземном море, во время которой на борту произошёл разрыв первого контура охлаждения одного из реакторов. Благодаря высокопрофессиональным действиям экипажа критическая ситуация не обернулась трагедией, лодка вернулась в базу своим ходом, погибших не было.
В 1986 году экипаж К-462 на борту однотипной К-481 (старший — командир 3 дпл контр-адмирал Ямков В. Д.) совершил поход для разведки деятельности ОВМС НАТО на учениях «Северная свадьба». В течение более 30 суток лодка осуществляла слежение за оперативной ракетной группой во главе с линкором USS Iowa (BB-61), авианосной поисковой ударной группой во главе с HMS Ark Royal (1950), в ходе которого были выявлены тактические приемы действий кораблей НАТО и возможности их средств обнаружения и слежения за ПЛ.
Всего в период с 1974 по 1986 год К-462 выполнила 14 автономных боевых служб. В 1986 году отправилась на СРЗ-10 (г. Полярный), 18 февраля 1987 года встала на капитальный ремонт и модернизацию на СРЗ-10 «Шквал» в губе Пала (г. Полярный).
3 июня 1992 года отнесена к подклассу АБПЛ. Переименована в Б-462. 26 июля 1992 года торжественно сменила Военно-морской флаг СССР на Андреевский. В конце 1992 года ремонт прекращён, лодка выведена из боевого состава ВМФ и подготовлена к сдаче в отдел фондового имущества, тогда же был сокращён экипаж. 30 июня 1993 года исключена из состава ВМФ, передана в ОФИ для демонтажа и утилизации. В акватории СРЗ-10 (г. Полярный) поставлена на отстой, через несколько лет была отбуксирована в губу Гремиха. В 2001 году из Гремихи отбуксирована в губу Ура (г. Видяево). В начале 2000-х годов была утилизирована на СРЗ-10 «Шквал» в г. Полярный с формированием трёхотсечного реакторного блока, который был оставлен на плаву в акватории СРЗ-10 для временного хранения. В 2014 году реакторный блок переведен в акваторию СРЗ «Нерпа» (г. Снежногорск) для разделки до одного отсека и последующей установки для долговременного хранения на стапельное основание в ПДХ РО «Сайда» в губе Сайда.
Бортовой номер, рында и флаг корабля сохранены как музейные реликвии.

## Командиры
- капитан 1 ранга Герасимов Владимир Иванович (1972—1977).
- капитан 1 ранга Никитин Владимир Владимирович (03.1977-06.1981).
- капитан 1 ранга Мамайкин Владимир Петрович (1981-09.1984).
- капитан 2 ранга Пахомов Иван Иванович (09.1984 — 09.1988).
- капитан 2 ранга Пинчук Николай Николаевич (09.1988-10.1996).

Командиры других экипажей, выполнявших задачи на АПЛ К-462
- Монастыршин В. М. (1977) командир 426-го экипажа